# Tennis Borussia Berlin 2020-2021
Questa voce raccoglie le informazioni riguardanti il Tennis Borussia Berlin nelle competizioni ufficiali della stagione 2020-2021.

## Stagione
Nella stagione 2020-2021 il Tennis Borussia Berlino, allenato da Markus Zschiesche, concluse il campionato di Regionalliga nordest al 16º posto.

## Rosa
| N. |                         | Ruolo | Calciatore         |
| -- | ----------------------- | ----- | ------------------ |
| 1  | RD del Congo (bandiera) | P     | Jens Fikisi        |
| 3  | Germania (bandiera)     | D     | Aleksandar Bilbija |
| 4  | Germania (bandiera)     | D     | Thomas Franke      |
| 5  | Germania (bandiera)     | C     | Tim Oschmann       |
| 6  | Germania (bandiera)     | C     | Efe Önal           |
| 7  | Turchia (bandiera)      | C     | Rifat Gelici       |
| 9  | Germania (bandiera)     | A     | Will Siakam        |
| 10 | Germania (bandiera)     | C     | Fatlum Elezi       |
| 11 | Turchia (bandiera)      | C     | Tahsin Çakmak      |
| 12 | Germania (bandiera)     | P     | Ertugrul Aktas     |
| 14 | Germania (bandiera)     | C     | Lucas Günes        |
| 14 | Germania (bandiera)     | C     | Niklas Liebich     |
| 15 | Turchia (bandiera)      | D     | Enes Biyiklioglu   |
| 17 | Germania (bandiera)     | D     | Maximilian Stahl   |
| 17 | Germania (bandiera)     | A     | Nathaniel Amamoo   |
| 18 | Germania (bandiera)     | A     | Talha Sennur       |

| N. |                        | Ruolo | Calciatore         |
| -- | ---------------------- | ----- | ------------------ |
| 19 | Serbia (bandiera)      | D     | Nemanja Samardzic  |
| 20 | Turchia (bandiera)     | D     | Oğuzhan Matur      |
| 20 | Germania (bandiera)    | C     | Vincent Tloczynski |
| 21 | Palestina (bandiera)   | A     | Daoud Iraqi        |
| 22 | Germania (bandiera)    | A     | Rudolf Ndualu      |
| 23 | Germania (bandiera)    | D     | Nicolai Matt       |
| 24 | Germania (bandiera)    | D     | Youssef Sakran     |
| 37 | Germania (bandiera)    | C     | Sefa Kahraman      |
|    | Stati Uniti (bandiera) | P     | Divine Imasuen     |
|    | Germania (bandiera)    | P     | Fritz Pflug        |
|    | Germania (bandiera)    | D     | Sharam Anwar       |
|    | Germania (bandiera)    | D     | Nico Matt          |
|    | Germania (bandiera)    | C     | David Engojan      |
|    | Germania (bandiera)    | C     | Max-Marius Nerlich |
|    | Polonia (bandiera)     | A     | Vincent Rabiega    |

## Organigramma societario
Area tecnica
- Allenatore: Markus Zschiesche
- Allenatore in seconda: Ronny Ermel, Sascha Schrödter
- Preparatore dei portieri: Paul Pflug
- Preparatori atletici:
- Analisi video:

## Calciomercato

### Sessione estiva
| Acquisti | Acquisti              | Acquisti              | Acquisti |
| R.       | Nome                  | da                    | Modalità |
| -------- | --------------------- | --------------------- | -------- |
| A        | Daoud Iraqi           | Berliner AK 07        |          |
| D        | Elias Tamim           | Hertha Berlino U19    |          |
| P        | Jens Fikisi           | Bonner                |          |
| D        | Oğuzhan Matur         | Optik Rathenow        |          |
| A        | Nathaniel Amamoo      | Eintracht Norderstedt |          |
| D        | Aleksandar Bilbija    | Optik Rathenow        |          |
| D        | Enes Biyiklioglu      | Hertha 06             |          |
| C        | Tahsin Çakmak         | Berliner AK 07        |          |
| A        | Rudolf Ndualu         | Viktoria Berlino      |          |
| C        | Tim Oschmann          | Berliner AK 07        |          |
| D        | Maximilian Steinbauer | Viktoria Berlino U19  |          |

| Cessioni | Cessioni                 | Cessioni         | Cessioni |
| R.       | Nome                     | a                | Modalità |
| -------- | ------------------------ | ---------------- | -------- |
| C        | Bedirhan Sivaci          | Rot-Weiß Erfurt  |          |
| A        | Alexander Eirich         | Ebbsfleet Utd    |          |
| C        | Denis Barcic             | Blau-Weiß Berlin |          |
| C        | Nils Ehritt              | SFC Stern 1900   |          |
| D        | Nils Göwecke             | MTV Wolfenbüttel |          |
| A        | Bekai Jagne              | SC Staaken       |          |
| A        | Higinio Martin May Mecha | SC Staaken       |          |
| C        | Tino Schmunck            | Neustrelitz      |          |
| C        | Lovis Steinpilz          | SC Staaken       |          |

### Sessione invernale
| Acquisti | Acquisti           | Acquisti            | Acquisti |
| R.       | Nome               | da                  | Modalità |
| -------- | ------------------ | ------------------- | -------- |
| C        | Vincent Tloczynski | Energie Cottbus U19 |          |
| D        | Maximilian Stahl   | Blau-Weiß Berlin    |          |
| P        | Fritz Pflug        | Luckenwalde         |          |

| Cessioni | Cessioni              | Cessioni         | Cessioni |
| R.       | Nome                  | a                | Modalità |
| -------- | --------------------- | ---------------- | -------- |
| D        | Maximilian Steinbauer | Muangthong Utd   |          |
| A        | Marko Perkovic        | Blau-Weiß Berlin |          |
| D        | Elias Tamim           | Tasmania Berlino |          |

## Risultati

### Regionalliga nordest

#### Girone di andata
| Arbitro: | Koslowski |

|                                         |           |                 |
| Lemke 32’ Manske 45’ Ciğerci 90’ (rig.) | Marcatori | 31’, 42’ Ndualu |

| Arbitro: | Markhoff |

|            |           |                                        |
| Çakmak 56’ | Marcatori | 36’ Halili 42’ Faßbender 80’ Mvibudulu |

| Arbitro: | Müller |

|                            |           |  |
| Ndualu 70’ Matt 72’ (rig.) | Marcatori |  |

| Arbitro: | Kluge |

|                    |           |                      |
| Güler 5’ Mauer 86’ | Marcatori | 73’ Iraqi 90’ Sennur |

| Arbitro: | Schipke |

|           |           |                     |
| Franke 7’ | Marcatori | 13’ Becker 47’ Kapp |

| Arbitro: | Wilske |

|                |           |            |
| Zimmermann 90’ | Marcatori | 41’ Gelici |

| Arbitro: | Hempel |

|                |           |              |
| M.Perkovic 84’ | Marcatori | 25’ Januario |

| Arbitro: | Markhoff |

|                      |           |           |
| Frahn 7’ (rig.), 50’ | Marcatori | 90’ Tamim |

| Arbitro: | Weisbach |

|                                      |           |                       |
| Iraqi 16’, 63’ Amamoo 43’ Ndualu 45’ | Marcatori | 54’ Böcker 78’ Shoshi |

| Arbitro: | Ostrin |

|                                         |           |  |
| Heynke 6’ Boakye 8’ Ziane 47’ Jäpel 67’ | Marcatori |  |

| Berlino 23 ottobre 2020 11ª giornata | TeBe Berlino | – non disputata referto | BFC Dynamo | Mommsenstadion |

| Berlino 28 ottobre 2020 12ª giornata | Hertha Berlino II | – non disputata referto | TeBe Berlino | Stadion auf dem Wurfplatz |

| Berlino 1º novembre 2020 13ª giornata | TeBe Berlino | – non disputata referto | Berliner AK 07 | Mommsenstadion |

| 7 novembre 2020, ore CET 14ª giornata | Carl Zeiss Jena | – non disputata | TeBe Berlino |  |

| 20 novembre 2020, ore CET 15ª giornata | TeBe Berlino | – non disputata | Luckenwalde |  |

| 29 novembre 2020, ore CET 16ª giornata | Bischofswerdaer | – non disputata | TeBe Berlino |  |

| 6 dicembre 2020, ore CET 17ª giornata | TeBe Berlino | – non disputata | Chemnitz |  |

| 13 dicembre 2020, ore CET 18ª giornata | Optik Rathenow | – non disputata | TeBe Berlino |  |

| 20 dicembre 2020, ore CET 19ª giornata | TeBe Berlino | – non disputata | Energie Cottbus |  |

#### Girone di ritorno
| 24 gennaio 2021, ore CET 20ª giornata | TeBe Berlino | – non disputata | Altglienicke |  |

| 31 gennaio 2021, ore CET 21ª giornata | Chemie Lipsia | – non disputata | TeBe Berlino |  |

| 7 febbraio 2021, ore CET 22ª giornata | Lichtenberg 47 | – non disputata | TeBe Berlino |  |

| 14 febbraio 2021, ore CET 23ª giornata | TeBe Berlino | – non disputata | Meuselwitz |  |

| 21 febbraio 2021, ore CET 24ª giornata | Viktoria Berlino | – non disputata | TeBe Berlino |  |

| 28 febbraio 2021, ore CET 25ª giornata | TeBe Berlino | – non disputata | VfB Auerbach |  |

| 7 marzo 2021, ore CET 26ª giornata | Germania Halberstadt | – non disputata | TeBe Berlino |  |

| 14 marzo 2021, ore CET 27ª giornata | TeBe Berlino | – non disputata | Babelsberg |  |

| 21 marzo 2021, ore CET 28ª giornata | Union Fürstenwalde | – non disputata | TeBe Berlino |  |

| 4 aprile 2021, ore CEST 29ª giornata | TeBe Berlino | – non disputata | Lokomotive Lipsia |  |

| 11 aprile 2021, ore CEST 30ª giornata | BFC Dynamo | – non disputata | TeBe Berlino |  |

| 18 aprile 2021, ore CEST 31ª giornata | TeBe Berlino | – non disputata | Hertha Berlino II |  |

| 25 aprile 2021, ore CEST 32ª giornata | Berliner AK 07 | – non disputata | TeBe Berlino |  |

| 2 maggio 2021, ore CEST 33ª giornata | TeBe Berlino | – non disputata | Carl Zeiss Jena |  |

| 9 maggio 2021, ore CEST 34ª giornata | Luckenwalde | – non disputata | TeBe Berlino |  |

| 16 maggio 2021, ore CEST 35ª giornata | TeBe Berlino | – non disputata | Bischofswerdaer |  |

| 30 maggio 2021, ore CEST 36ª giornata | Chemnitz | – non disputata | TeBe Berlino |  |

| 6 giugno 2021, ore CEST 37ª giornata | TeBe Berlino | – non disputata | Optik Rathenow |  |

| 13 giugno 2021, ore CEST 38ª giornata | Energie Cottbus | – non disputata | TeBe Berlino |  |

## Statistiche

### Statistiche di squadra
| Competizione | Punti | In casa | In casa | In casa | In casa | In casa | In casa | In trasferta | In trasferta | In trasferta | In trasferta | In trasferta | In trasferta | Totale | Totale | Totale | Totale | Totale | Totale | DR |
| Competizione | Punti | G       | V       | N       | P       | Gf      | Gs      | G            | V            | N            | P            | Gf           | Gs           | G      | V      | N      | P      | Gf     | Gs     | DR |
| ------------ | ----- | ------- | ------- | ------- | ------- | ------- | ------- | ------------ | ------------ | ------------ | ------------ | ------------ | ------------ | ------ | ------ | ------ | ------ | ------ | ------ | -- |
| Regionalliga | 9     | 5       | 2       | 1       | 2       | 9       | 8       | 5            | 0            | 2            | 3            | 6            | 12           | 10     | 2      | 3      | 5      | 15     | 20     | -5 |
| Totale       | 9     | 5       | 2       | 1       | 2       | 9       | 8       | 5            | 0            | 2            | 3            | 6            | 12           | 10     | 2      | 3      | 5      | 15     | 20     | -5 |

### Andamento in campionato
| Giornata  | 1  | 2  | 3  | 4  | 5  | 6  | 7  | 8  | 9  | 10 | 11 | 12 | 13 | 14 | 15 | 16 | 17 | 18 | 19 | 20 | 21 | 22 | 23 | 24 | 25 | 26 | 27 | 28 | 29 | 30 | 31 | 32 | 33 | 34 | 35 | 36 | 37 | 38 |
| --------- | -- | -- | -- | -- | -- | -- | -- | -- | -- | -- | -- | -- | -- | -- | -- | -- | -- | -- | -- | -- | -- | -- | -- | -- | -- | -- | -- | -- | -- | -- | -- | -- | -- | -- | -- | -- | -- | -- |
| Luogo     | T  | C  | C  | T  | C  | T  | C  | T  | C  | T  | C  | T  | C  | T  | C  | T  | C  | T  | C  | C  | T  | T  | C  | T  | C  | T  | C  | T  | C  | T  | C  | T  | C  | T  | C  | T  | C  | T  |
| Risultato | P  | P  | V  | N  | P  | N  | N  | P  | V  | P  |    |    |    |    |    |    |    |    |    |    |    |    |    |    |    |    |    |    |    |    |    |    |    |    |    |    |    |    |
| Posizione | 12 | 17 | 12 | 13 | 17 | 17 | 18 | 18 | 16 | 16 | 17 | 16 | 16 | 16 | 16 | 16 | 16 | 16 | 16 | 16 | 16 | 16 | 16 | 16 | 16 | 16 | 16 | 16 | 16 | 16 | 16 | 16 | 16 | 16 | 16 | 16 | 16 | 16 |

Legenda:

Luogo: C = Casa; T = Trasferta. Risultato: V = Vittoria; N = Pareggio; P = Sconfitta.

### Statistiche dei giocatori
| E. Aktas       | 2  | 0 | 0 | 0 |
| N. Amamoo      | 5  | 1 | 1 | 0 |
| S. Anwar       | 0  | 0 | 0 | 0 |
| A. Bilbija     | 9  | 0 | 2 | 1 |
| E. Biyiklioglu | 4  | 0 | 2 | 0 |
| F. Elezi       | 10 | 0 | 2 | 0 |
| D. Engojan     | 0  | 0 | 0 | 0 |
| J. Fikisi      | 8  | 0 | 1 | 0 |
| T. Franke      | 7  | 1 | 2 | 0 |
| R. Gelici      | 10 | 1 | 1 | 0 |
| L. Günes       | 0  | 0 | 0 | 0 |
| D. Imasuen     | 0  | 0 | 0 | 0 |
| D. Iraqi       | 9  | 3 | 3 | 0 |
| S. Kahraman    | 0  | 0 | 0 | 0 |
| N. Liebich     | 1  | 0 | 0 | 0 |
| N. Matt        | 0  | 0 | 0 | 0 |
| N. Matt        | 10 | 1 | 2 | 1 |
| O. Matur       | 0  | 0 | 0 | 0 |
| R. Ndualu      | 10 | 4 | 2 | 0 |
| M. Nerlich     | 0  | 0 | 0 | 0 |
| T. Oschmann    | 10 | 0 | 1 | 0 |
| M. Perkovic    | 4  | 1 | 0 | 0 |
| F. Pflug       | 0  | 0 | 0 | 0 |
| V. Rabiega     | 0  | 0 | 0 | 0 |
| Y. Sakran      | 9  | 0 | 4 | 0 |
| N. Samardzic   | 9  | 0 | 0 | 0 |
| T. Sennur      | 10 | 1 | 2 | 0 |
| W. Siakam      | 0  | 0 | 0 | 0 |
| M. Stahl       | 0  | 0 | 0 | 0 |
| M. Steinbauer  | 8  | 0 | 0 | 1 |
| E. Tamim       | 2  | 1 | 0 | 0 |
| V. Tloczynski  | 0  | 0 | 0 | 0 |
| T. Çakmak      | 5  | 1 | 0 | 0 |
| E. Önal        | 8  | 0 | 3 | 0 |